# Insurrection de Moscou de décembre 1905
L'insurrection de décembre 1905 de Moscou, s'est déroulée entre le 7 décembre 1905 (20 décembre dans le calendrier grégorien) et le 18 décembre 1905 (31 décembre dans le calendrier grégorien), principalement dans le district moscovite de Presnia. Elle a été le point culminant de la Révolution de 1905. Des milliers de travailleurs ont rejoint une insurrection armée contre le gouvernement impérial, dont les objectifs étaient sociaux et démocratiques.
Le soulèvement débouche sur une défaite des révolutionnaires bolcheviques, et une réaction contre-révolutionnaire qui dure jusqu'en 1907. À de nombreux égards, la révolution de 1905 a été un point tournant. L'insurrection de décembre joué un rôle important dans le développement de la conscience révolutionnaire chez les travailleurs russes.
Quelques années plus tard, l'expérience acquise par le prolétariat moscovite sera un des facteurs expliquant le succès, en 1917, de la révolution d'Octobre.

## Contexte du soulèvement
En octobre 1905 à Moscou la grève est déclenchée en vue d'obtenir des concessions économiques et la liberté politique. La grève gagne tout le pays, embrase tous les secteurs et se transforme en grève politique générale du 12 au 18 octobre 1905. Plus de deux millions de personnes se sont mises en grève dans différentes branches de l'industrie.

« Camarades ! La classe ouvrière se lance dans la lutte. La moitié de Moscou est en grève. Bientôt, toute la Russie pourrait être en grève. <…> Allez dans les rues, venez à nos réunions. Présentez vos exigences et les concessions économiques que vous demandez ainsi que la liberté politique ! »

Cette grève générale et, surtout, la grève de cheminots, a obligé l'empereur à faire des concessions et le 17 octobre est sorti le Manifeste d'octobre. Ce manifeste a accordé des libertés civiles en régissant : la détention arbitraire, la liberté d'opinion, la liberté d'expression, la liberté de réunion et la liberté d'association. Le manifeste promettait la convocation d'une douma, ce qui entraînait un changement du régime politique du pays et sa transformation d'une monarchie absolue en une monarchie constitutionnelle.
Rapidement sont apparues de nouvelles alliances juridiques, politiques et professionnelles alliances dans tout le spectre des attitudes possibles à l'égard de la politique intérieure. Ont été créés ou sont passés à un statut légal : le Parti socialiste révolutionnaire, le Parti ouvrier social-démocrate de Russie, le Parti constitutionnel démocratique, l'Union Octobriste du 17 octobre, le Parti monarchiste russe, l'Union du peuple russe etc.
Le manifeste du 17 octobre était une sérieuse victoire dans la lutte pour la représentation du peuple au pouvoir, mais les partis d'extrême gauche — les bolchéviks et les sociaux révolutionnaires — ne l'ont pas soutenu. Les bolchéviks ont appelé au boycott de la première Douma et ont poursuivi le cours du soulèvement armé adopté dès avril 1905 au III congrès du Parti ouvrier social-démocrate de Russie tenu à Londres :

« Pas de négociation avec l'autocratie ! Un traitre est quelqu'un qui tend la main à un système en décomposition…. Vive le soulèvement populaire, ! »

Selon l'historien Evgueni Spitsine, un rôle clé dans le financement des organisations bolchéviques et sociales-révolutionnaires et de leurs militants ainsi que dans la préparation de la phase active du soulèvement incombait en premier lieu à la communauté des Vieux-croyants et à la dynastie des marchands qui en provenaient, les Morozov, les Konovalov, le Prokhorov.

## Préparation du soulèvement

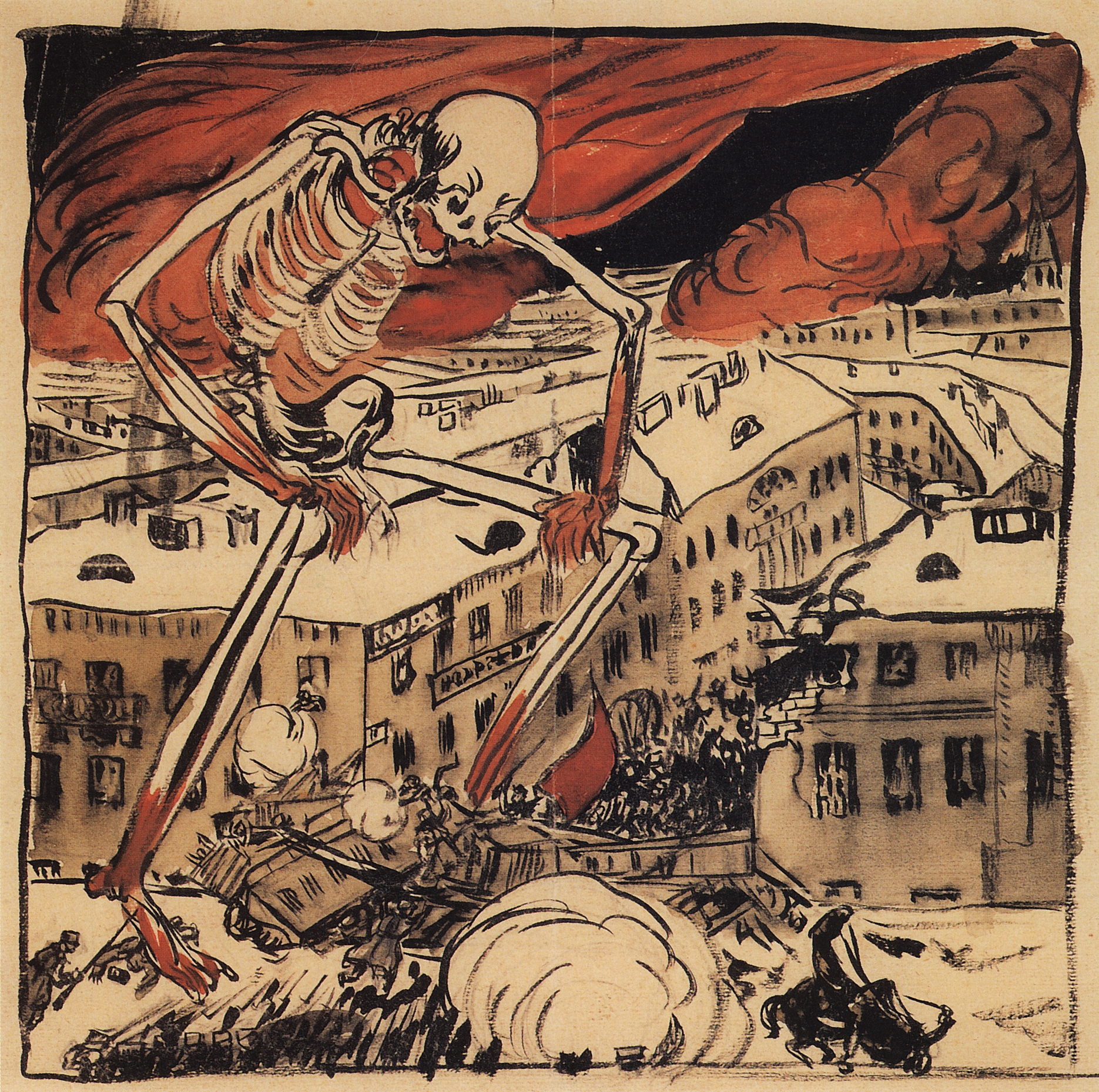
Soulèvement de Moscou de 1905 par Boris Koustodiev.

Le 23 novembre, le comité de censure de Moscou a engagé des poursuites pénales contre les rédacteurs des journaux libéraux : Vetchernaia potchta et Golos jisni, Novosti dnia et contre le journal social-démocrate Moskovskaia pravda.
Le 27 novembre 1905 (10 décembre dans le calendrier grégorien), le premier numéro du journal légal bolchévique Borba est publié, pour lequel l'éditeur Sergueï Skirmunt affecte des fonds. Le journal est entièrement consacré au mouvement révolutionnaire de la classe ouvrière. En tout, 9 numéros ont paru ; le dernier numéro lançait un appel « à tous les ouvriers, soldats et travailleurs !», appelant à une grève politique générale et à un soulèvement armé.
En décembre, des poursuites pénales sont engagées contre les rédacteurs des journaux bolchéviks Borba et Vpériod. En décembre aussi, le rédacteur du journal libéral Rousskoe slovo est inquiété, de même que ceux des journaux satiriques Jalo et Chrapnel.
Le 2 décembre 1905, à Moscou, des soldats du 2e régiment de grenadier de Rostov se révoltent. Ils ont élu un comité de régiment qui demande la réunion d'une assemblée constituante, le transfert des terres aux paysans, la libération des prisonniers politiques et ils s'adressent à toutes les garnisons de Moscou pour appuyer leurs exigences. Leur appel trouve réponse dans d'autres régiments de grenadiers de la 1re et 2e divisions du corps des grenadiers. Un conseil de députés de soldats du 1er régiment de grenadier Ekaterinoslavski et de quelques autres régiments est constitué. Et, au commandement de la garnison, ayant reçu le serment de loyauté de la part des cosaques de la 2e brigade (1re division de cavalerie de l'Empire russe), le corps des grenadiers parvient à isoler les unités peu fiables de la caserne pour qu'elles soient privées d'accès aux réserves d'armes.
Le 5 décembre, à l'école Fidler de Moscou se réunit le premier conseil des députés des travailleurs,, (selon d'autres sources c'est une conférence des bolcheviks de la ville de Moscou), qui décide de déclarer une grève générale le 7 décembre puis de la transformer en un soulèvement armé. L'école Fidler a été longtemps un des centres dans laquelle se réunissaient les organisations révolutionnaires et où se tenaient des meetings.

### Grève
Le 7 décembre, la grève commence. À Moscou, les plus grandes entreprises arrêtent le travail, l'électricité est coupée, les tramways cessent de rouler, les magasins ferment leurs portes.
La grève touche environ 60 % des usines et ateliers de Moscou. Le personnel technique se joint au mouvement de même qu'une partie du employés de la douma de la ville de Moscou. Dans nombre de grandes entreprises de la ville, les travailleurs ne se sont pas présentés à leur travail. Des rassemblements et des réunions se tiennent, sous la protection de camarades armés. L'équipe la mieux préparée, la mieux armée et la mieux organisée est celle de Nikolaï Schmit à son usine de Presna.
Les communications ferroviaires sont paralysées (seule la voie Nikolaïevski-Saint-Pétersbourg surveillée par des soldats reste ouverte). Dès 4 heures de l'après-midi, la ville est plongée dans l'obscurité, le conseil de la ville interdisant aux allumeurs de réverbères d'allumer les lanternes, et beaucoup d'entre elles sont brisées. Dans cette situation le général-gouverneur de Moscou Fiodor Doubassov déclaré l'état d'urgence.
Malgré l'abondance de signes extérieurs menaçants, l'ambiance à Moscou devient rapidement plutôt gaie et joyeuse.
« C'est un jour de fête. Partout des attroupements, des travailleurs qui se promènent parmi la foule joyeuse portant des drapeaux rouges, écrit la comtesse Ekaterina Kamarovskaïa. Beaucoup de jeunes ! Par ci par là vous entendez : „Camarades, grève générale !“ Tout le monde se congratule dans la plus grande joie … Les portes sont fermées, les fenêtres sont bouchées de l'intérieur, la ville vient de s'éteindre, mais regardez la rue, elle se ranime, elle vit vraiment. »
Dans la nuit du 7 décembre, les membres du comité moscovite du Parti ouvrier social-démocrate de Russie Virgile Chantser et Vassilev-Ioujine sont arrêtés.

« Dans la nuit du 8 décembre éclatent des fusillades entre les grévistes révolutionnaires et la police de la ville. À 3 heures du matin, des grévistes pillent les magasins d'armes Bitkov dans la Grand'rue Loubianka. Dans l'après-midi un commerçant de la rue de Tver, le marchand de fruits Kouzmine, qui refuse de se plier aux exigences des grévistes est mis en joue par trois révolutionnaires et abattu. Au restaurant Volna au Karetny Riad, des grévistes sont blessés par les coups de couteaux du portier qui ne voulait pas les laisser entrer. »

### Le8 décembre: Jardin de l'Aquarium. Attaque terroriste contre le département de la sécurité
Le premier affrontement sans effusion de sang se produit le soir du 8 décembre au jardin de l'Aquarium (près de l'actuelle place du Triomphe au théâtre Mossovet). La police tente de disperser un rassemblement de plusieurs milliers de personnes, en désarmant les manifestants présents. Mais elle agit de manière hésitante et la plupart de ceux-ci parviennent à s'échapper en sautant au-dessus d'une clôture basse. Une dizaine de manifestants arrêtés sont libérés dès le lendemain.
La même nuit, des rumeurs de fusillades massives de manifestants incitent des militants socialistes révolutionnaires à entreprendre un premier acte terroriste : après s'être approchés du bâtiment de l'Okhrana situé grande ruelle Gnezdnokovski, ils y jettent deux bombes par la fenêtre. Un homme est tué et plusieurs autres sont blessés à la suite de l'attentat.

### Le9 décembre. Endommagement de la maison Fidler lors du bombardement

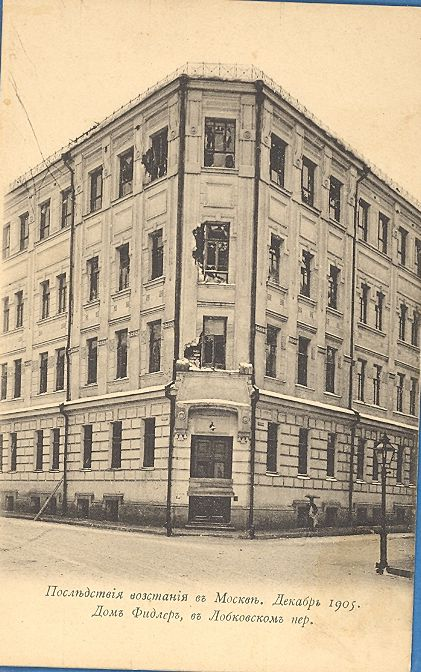
Vue de l'école pratique Fidler à Moscou après les combats. Carte postale.

Le soir du 9 décembre, à l'école pratique Fidler à Moscou, se réunissent environ 150 à 200 combattants, étudiants, écoliers. Leur plan consiste à prendre la gare Nikolaïevski dans le but de couper les communications entre Moscou et Pétrograd. Puis les combattants veulent aller désarmer la police.
Vers 21 heures, l'école Fidler est encerclée par des troupes de l'armée qui demandent la reddition des occupants révolutionnaires. Après le refus de ces derniers de se rendre, une fusillade a lieu contre la maison. Ce n'est qu'ensuite que les occupants se rendent, ils perdent trois hommes et quinze sont blessés. Une partie d'entre eux parvient toutefois à s'échapper. 99 personnes seront renvoyées devant les tribunaux, mais la plupart seront acquittées.

« Le même jour, le 9 décembre, l'armée a bombardé l'école Fidler ou s'étaient regroupées les escouades de grévistes et révolutionnaires. D'un balcon un bombe est lancée sur les troupes de l'armée. Douze coups de feu sont tirés, après quoi les révolutionnaires se rendent. Ils sont au nombre de cent dix-huit personnes et ont perdu trois de leurs compagnons et 15 d'entre eux ont été blessés. Du côté de l'armée, un homme a été tué et trois ont été blessés parmi les fantassins, les dragons et les gendarmes. Dans l'école l'armée trouve douze bombes, beaucoup d'armes et une grande quantité de cartouches. »

Ivan Filder, directeur de l'école est arrêté également. Il passe quelques mois à la prison de la Boutyrka puis est libéré sous caution, après quoi il se hâte de vendre la maison et s'enfuit sans payer de nouvelle caution à l'étranger
La défaite des révolutionnaires de l'école Fidler en face des troupes fidèles au gouvernement est une transition vers un soulèvement armé général. La nuit et les jours qui suivent, Moscou se couvre de centaines de barricades. C'est le début du soulèvement armé.

## Opposition ouverte
Le 10 décembre, la construction de barricades est organisée partout dans la ville. La topographie des barricades était la suivante : à travers la rue de Tver, depuis la place Troubnaïa jusqu'à l'Arbat ; le long de la rue Sadovoïa, depuis le boulevard Soukhaverski et de la rue Sadovo-Koudrinskaïa jusqu'à la place Smolenskaïa ; le long de la ligne Boutyrska et les barrières Dorogomilovska ; dans les rues et les ruelles qui traversent les larges voies de pénétrations urbaines. Certaines barricades sont construites dans d'autres quartiers de la ville, par exemple à Zamoskvoretchie, Khamovniki, et Lefortovo. Les barricades détruites par les troupes et la police sont activement restaurées jusqu'au 11 décembre.
Les révolutionnaires portent des armes provenant de l'étranger, commencent à attaquer les soldats, les officiers et les policiers. Des cas de pillage, de vols dans les entrepôts et de meurtres de citadins se produisent. Les insurgés chassent les habitants dans les rues et les obligent de construire des barricades. Les autorités moscovites sont restées à l'écart de ces luttes et n'ont apporté aucun soutien à l'armée.
Selon les décomptes de l'historien Anton Valdine, le nombre d'insurgés armés ne dépassait pas 1 000—1 500 personnes. Contemporain de ces évènements, l'historien et académicien Pokrovski décrivait l'armement ainsi : « quelques centaines de gens armés, la plupart de revolvers en mauvais état de fonctionnement» et « 700 à 800 insurgés armés de revolvers » Les insurgés utilisaient une tactique typique de la guerre de partisans, ils ne se maintenaient pas sur une position, mais se déplaçaient précipitamment d'un extrême à l'autre, parfois de manière chaotique. En outre, dans un certain nombre de positions, de petits groupes mobiles, appelés volants, fonctionnaient sous la direction des combattants socialistes révolutionnaires et étaient composés d'étudiants caucasiens formés aux méthodes nationales. Le célèbre sculpteur Sergueï Konionkov commandait de tels groupes et le futur poète Sergey Klychkov (en) travaillait sous son commandement. Des insurgés ont commencé à attaquer des postes militaires isolés et d'autres au centre-ville.
Les combats se déroulent sur la place Koudrinskaïa, rue Arbat, rue (oulitsa) Lesnaïa, place Serpoukhovskaïa et place Komsomolskaïa, à la Porte rouge et à la barrière de Khamovnitcheska.
Reportage du journal Novoïe Vremia du 10 décembre
« MOSCOU, le 10 décembre 1905.

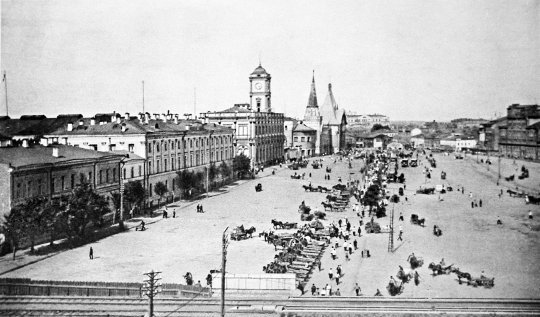
Place Kalantchevski en face des gares Nikolaïevski et de Iaroslav.

Aujourd'hui, le mouvement révolutionnaire se concentre principalement rue Tverskaïa entre la place Pouchkine et l'Arc de triomphe. Le bruit des armes à feu et des mitraillettes se fait entendre. Le mouvement s'est installé ici à minuit aujourd'hui, quand la troupe a investi la maison de Fidler à la ruelle Lobkovski et a capturé tous les insurgés, quant à l'autre détachement de troupes il garde la gare Nikolaïevski.
Le plan des révolutionnaires consistait à prendre à l'aube la gare Nikolaïevski et contrôler ainsi les communications avec Saint-Pétersbourg, puis ils devaient quitter le domicile de Fidler pour aller prendre possession du bâtiment de la douma et de la banque nationale, et proclamer ensuite un gouvernement provisoire. <…>
Aujourd'hui à deux heures et demie du matin, deux jeunes gens sont passés en voiture dans la grande ruelle Gnezdnikovski, et ont jeté deux bombes dans le bâtiment à deux étages de l'okhrana. Une explosion terrible s'ensuivit. Dans l'okhrana un mur a été détruit du côté extérieur, et l'intérieur a été entièrement ravagé. En même temps un inspecteur de police a été gravement blessé. Il décèdera à l'hôpital Novo-Ekatherinskaïa. Un autre agent d'infanterie est tué. Dans les maisons voisines toutes les vitres sont brisées. <…>
Le comité exécutif du conseil des travailleurs a annoncé un soulèvement armé à 6 heures du soir et tous les chauffeurs de fiacres doivent terminer leurs tournées pour 6 heures. Mais en fait le soulèvement a commencé plus tôt.
À 3 heures et demie de l'après-midi, les barricades de l'Arc de triomphe ont été détruites. Avec deux canons derrière elle, l'armée a traversé toute la rue Tverskaïa, a détruit les barricades, puis a tiré au canon sur Sadovaïa ce qui a fait fuir les défenseurs des barricades. <…>
Le comité du conseil des députés ouvriers a interdit le pain blanc dans les boulangeries, parce que le prolétariat n'a besoin que de pain noir et aujourd'hui il n'y a plus de pain blanc à Moscou.<…>
Vers 10 heures du soir, la troupe a détruit toutes les barricades sur la rue Bronnaïa. À 11 heures 30 partout c'était le silence. Les tirs se sont arrêtés, sauf quelques exceptions, les patrouilles parcourent la ville, elles tirent à blanc pour effrayer la foule. »
Fin de reportage

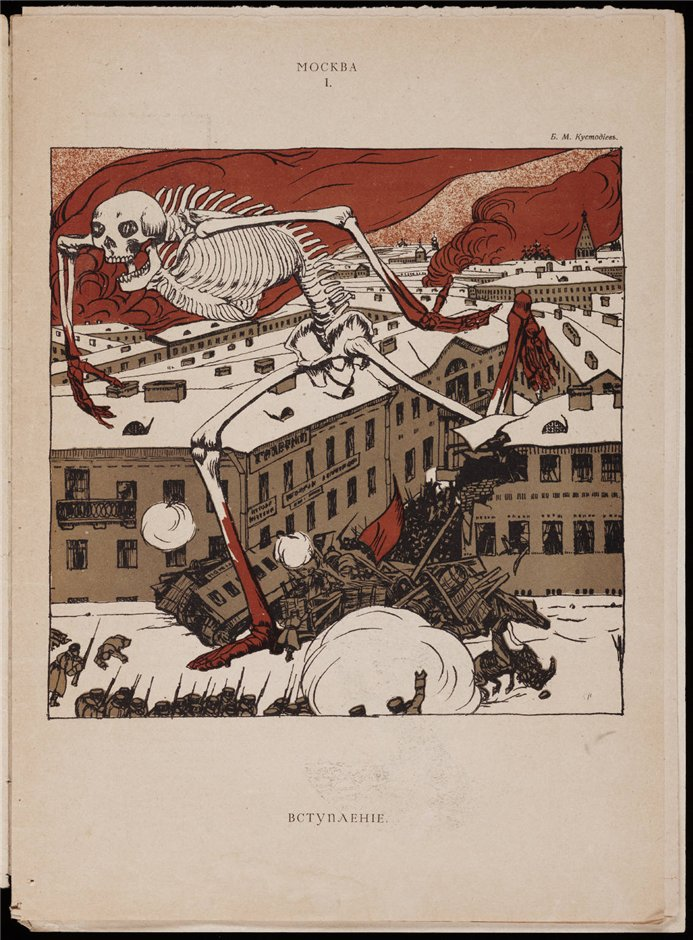
1906. Revue Joupel no 2, dessin de Koustodiev, Vampire.

Le 10 décembre, il devient clair que la tactique élaborée par les révolutionnaires n'avait pas réussi : se recentrer dans la ceinture des Jardins, en se déplaçant vers elle depuis l'extérieur de la ville. Les districts de la ville ont été divisés et le contrôle du soulèvement est passé aux mains de ceux qui sont autorisés par le comité du Parti ouvrier social-démocrate de Russie de Moscou. Aux mains des rebelles se trouve : le quartier de la rue Bornnaïa qui est défendu par des équipes d'étudiants, les quartiers géorgiens, de Presnia, de Mioussy, de Simonov. Le soir du 10 décembre, les rebelles ont pillé les arsenaux Torbek et Tarnopolslki. Le premier a beaucoup souffert de l'incendie si bien qu'il a fini par exploser. Dans l'autre, il ne se trouvaient que des révolvers, la seule sorte d'arme pour laquelle il y avait une demande
Le soulèvement général se brise finalement en une série de soulèvements par quartier. Il est alors indispensable de modifier rapidement la tactique et les méthodes de combats de rues. À cet égard, le 11 décembre dans le journal Izvestia de Moscou no 5 sont publiés des Conseils pour les travailleurs rebelles  :
« <…> Règle principale : ne pas agir en foule. Agir avec un petit détachement de trois ou quatre personnes. Puissent ces détachements devenir plus nombreux et puisse chacun d'eux attaquer rapidement et vite disparaitre.
<…> N'occupez pas les bastions fortifiés. L'armée pourra toujours les prendre ou les endommager avec l'artillerie. Que ces bastions ne soient que des portes de passage d'où on peut tirer puis rapidement s'éloigner <…>. »
Cette tactique donne certains résultats, mais l'absence, chez les insurgés, de direction centralisée et de plan unique de soulèvement, leur faible degré de professionnalisme face au niveau élevé de connaissance technique des forces armées place les forces rebelles en position défensive.
Le 12 décembre, de sévères affrontements se déroulent à Zamoskvoretché : chez les typographes de Sytina, dans les usines de Tsindelia ; dans le district de Boutyrski : au dépôt de tramway de Miousski, aux ateliers Goby sous la direction de P. Chtchepetilnikov et M. Vinogradov ; dans la sloboda de Rogojskaïa et dans le raïon du Monastère Simonov : que l'on appelait Sloboda Simonovskaïa, un district autonome et fortifié. Parmi les représentants de l'usine Dynamo, de l'usine de laminage Gana et d'autres usines, en tout un millier de travailleurs, forment des équipes. La police est expulsée du site de la sloboda et celle-ci est entourée de barricades ; de même à Presnia.
Dans les bains de Birioukova, les révolutionnaires de Presnia organisent un hôpital. Les anciens habitants se souviennent qu'entre les combats les révoltés y passaient pour défendre les barricades qui étaient construites au pont Gorbaty et place Koudrinski.
Reportage du journal Novoïe Vremia du 12 décembre
« MOSCOU, le 12 décembre 1905.
Aujourd'hui, le soulèvement se poursuit, mais déjà avec moins d'énergie du côté des révolutionnaires. Peut-être sont ils fatigués, épuisés ou bien est-ce une nouvelle tactique, c'est difficile à dire, mais aujourd'hui les tirs sont moins nombreux.<…>
Depuis ce matin, les petites boutiques et les magasins sont ouverts et vendent du pain, de la viande, et d'autres produits, mais dans l'après-midi tout est fermé et les rues prennent un aspect désert, avec leurs magasins protégés des chocs dus aux tirs d'artillerie dans leurs vitrines. La circulation dans les rues est faible <…>
Aujourd'hui, la milice des volontaires a commencé à travailler, organisée par le gouverneur-général avec l'aide de l'Union des Russes. Cette milice est dirigée par des policiers ; elle a commencé aujourd'hui à démanteler les barricades tout en exerçant ses autres fonctions dans trois postes différents. Peu à peu, la milice s'introduit dans d'autres parties de la ville. Les révolutionnaires appellent cette milice celle des Cent-Noirs.
Aujourd'hui, à l'aube, l'imprimerie Ivan Sytine, rue Valovaïa a brûlé dans un incendie. C'est un énorme bâtiment de belle architecture qui surplombe trois rues différentes. Avec les machines, elle était évaluée à un million de roubles. Dans cette imprimerie se sont barricadés jusqu'à 600 révolutionnaires, principalement des typographes, armés de révolvers, de bombes et d'un type particulier d'armes à feu : des mitraillettes (toujours suivant le journal de l'époque). Pour prendre les révoltés qui occupent l'imprimerie le bâtiment est entouré d'hommes équipés de trois types d'armes. De l'atelier, les typographes ont commencé à riposter et à jeter des bombes.
L'artillerie a bombardé le bâtiment de l'imprimerie avec des grenades. Les révoltés, voyant leur situation sans issue, ont mis le feu au bâtiment, pour profiter du remue-ménage dû à l'incendie et s'échapper. Cela leur a réussi. Ils sont presque tous sortis par une ruelle voisine (la ruelle Monetchikovski), mais le bâtiment est presque entièrement détruit et il ne reste que quelques murs. Il y a de nombreuses victimes qui sont mortes ou ont été blessées. Ce sont des familles et des enfants de travailleurs qui vivaient là mais aussi des étrangers qui vivaient dans ce quartier. Les troupes qui ont assiégé l'imprimerie ont aussi eu à déplorer des pertes, des morts et des blessés.
Durant la journée, l'artillerie a dû tirer sur une série de maisons privées à partir desquelles des bombes étaient jetées et d'où on tirait sur les troupes de l'armée. Des brèches importantes se sont formées dans leurs murs <…>
Ceux qui défendaient les barricades ont conservé la même tactique : ils tiraient des salves, puis se dispersaient, tiraient encore depuis les maisons ou en embuscade puis se déplaçaient plus loin. <…> »
 Fin du reportage 
Dans la nuit du 14 au 15 décembre, le Régiment Semionovsky, composé de 2 000 soldats, est arrivé de Pétrograd en train par le chemin de fer Pétrograd - Moscou.
Lorsque le 15 décembre au matin ils arrivent à Moscou, les cosaques et les dragons soutenus par l'artillerie ont réussi à chasser les rebelles de leur quartier de retranchement vers les rues Bronnaïa et vers la rue Arbat. D'autres opérations militaires avec la participation de la garde du régiment Semionovsky ont lieu à Presnia autour de la fabrique Schmit, qui est transformée en arsenal, en imprimerie, en hôpital, en infirmerie pour ceux qui survivent et en morgue pour les tués.
Le 15 décembre, la police arrête 10 révolutionnaires. On trouve sur eux de la correspondance, duquel il ressort que des industriels aussi riches que Savva Morozov et le jeune Nikolaï Schmit, qui a hérité d'une fabrique de meubles à Moscou, ainsi qu'une partie des cercles libéraux russes, qui transféraient, par l'intermédiaire du journal Moskovskie vedomosti, des sommes d'argent importantes pour les combattants de la liberté.
Nikolaï Schmit et ses deux sœurs cadettes constituèrent tous les jours du soulèvement un quartier général des révolutionnaires des usines, coordonnant l'action des groupes et des participants entre eux, et, avec les dirigeants du soulèvements, assurant le fonctionnement d'un atelier d'hectographie. Pour ces activités les Schmit ne vivaient pas dans le domaine familial dans l'usine, mais dans un appartement loué sur le boulevard Novinski,.
Au même moment, le 15 décembre, un des groupes de combattants avec à sa tête le socialiste révolutionnaire Vladimir Mazourine procède à l'exécution d'un fonctionnaire moscovite de la police syskna (ru), âgé de 37 ans, dénommé Alexandre Voïlochnikov, bien qu'il ne soit pas impliqué dans des affaires politiques par la nature du service où il travaille. Il travaillait depuis longtemps à l'okhrana et a été abattu par des révolutionnaires dans son propre appartement devant sa femme et ses enfants.
« Vers 18 heures, est apparu un groupe de révolutionnaires en armes dans la maison située ruelle Volkov, dans le quartier de Presne … dans l'appartement de Voïlochnikov une sonnerie retentit dans le hall d'entrée… Des hommes ont commencé à crier, menaçant d'enfoncer la porte et d'agir par la force. Voïlochnikov ordonne lui-même d'ouvrir la porte. Six personnes armées de révolvers se précipitent à l'intérieur. Les premiers arrivés ont lu le verdict du comité révolutionnaire suivant lequel Voïlochnikov devait être abattu… Des pleurs se font entendre dans l'appartement ; les enfants se précipitent pour demander grâce aux révolutionnaires, mais ces derniers restent inflexibles. Ils emmènent Voïlochnikov dans la ruelle et l'exécutent … Les révolutionnaires abandonnent le corps dans la rue et disparaissent. Le corps de la victime est emporté par la famille ».
Journal «Novoïe Vremia». »
Le 16-17 décembre, le raïon de Presnenski devient le centre des combats où se concentrent les combattants. Le régiment Semionovsky occupe la gare de Kazan et quelques gares voisines. Le 16 décembre, arrivent à Moscou de nouvelles unités militaires : celle des grenadiers à cheval, qui fait partie de l'artillerie de la Garde impériale, le XVIe régiment d'infanterie de Ladoga et un bataillon du chemin de fer.
En outre, pour réprimer l'insurrection le long de la ligne de chemin de fer Moscou-Kazan, le commandant du régiment Semionovsky, le colonel Gueorgui Mine, a séparé six compagnies au sein de son régiment, sous le commandement du colonel Nikolaï Riman pour aller rétablir l'ordre dans les quartiers ouvriers ainsi que dans les usines et les ateliers le long de la ligne de chemin de fer vers Kazan.
Les soldats du régiments procèdent à des perquisitions et à de représailles illégales chez les habitants des quartiers populaires situés le long de la ligne de chemin de fer Moscou-Kazan. Plus de 150 citoyens sont tués sans procès ni instruction, parfois sous les yeux de leurs enfants. Beaucoup de gens sont blessés. Quelques vieillards, assistants du fonctionnaire de la station de Perovo, parmi lesquels Sergueï Orlovski et Alexeï Larionov, sont allés au devant des soldats avec confiance, de même que d'autres citoyens arrêtés en cours de route. Ils sont tués à la baïonnette et des officiers leur coupent le crâne au sabre. Les cadavres sont abandonnés à la famille défigurés jusqu'à ce qu'ils soient méconnaissables (les yeux percés à la baïonnette jusqu'au cerveau, le visage tout ensanglanté, le ventre déchiqueté).
Tôt dans la matinée du 17 décembre, Nikolaï Schmit est arrêté. Au même moment, l'artillerie du régiment Semionovsky commence à bombarder l'usine Schmit. Ce jour-là, l'atelier et le domaine voisin de Schmit ont brûlé. Pendant ce temps, les résidents locaux, en particulier ceux des usines voisines, ont réussi à abandonner leur maison pour d'autres non occupées près des barricades.
Cependant, le commandant des unités militaires de l'usine Schmit, Mikhaïl Nikolaïev et son adjoint Kolokoltsev ont réussi à s'enfuir de Moscou grâce au faux passeport et à l'argent pour la route que leur a donné Ekaterina la sœur de Nikolaï Schmit.
« Le 17 décembre à 3 heures 45, les tirs s'intensifient à Presna: la troupe tire, les révolutionnaires tirent par les fenêtres de bâtiments en flamme. L'usine Schmit et celle de Prokhorov sont bombardées. Les habitants se tiennent assis dans les caves et les celliers. Le pont Gorbaty est bombardé là où se trouvait une barricade imposante. Des troupes arrivent en renfort. <…>
Газета «Новое время», 18 (31) декабря 1905 года. »
Les divisions du régiment Semionovsky prennent le siège des révolutionnaires à la fabrique Schmit et libèrent les ouvriers de la fabrique Prokhorov, qui étaient exposés à la répression des combattants.
Le général du district militaire de Moscou Sergueï Scheideman, dans son ordonnance du 18 décembre, impose que : «S'il se présente de la résistance armée, exterminez tout le monde et n'arrêtez personne ». Durant la période de l'expédition punitive le long de la ligne Moscou-Kazan, plus de 150 personnes ont été fusillées sans jugement, parmi lesquelles les plus connues étaient Alexeï Oukhtomski et Fiodor Mantouline.
Le 19 décembre 1905, le soulèvement était écrasé.

## Conséquences

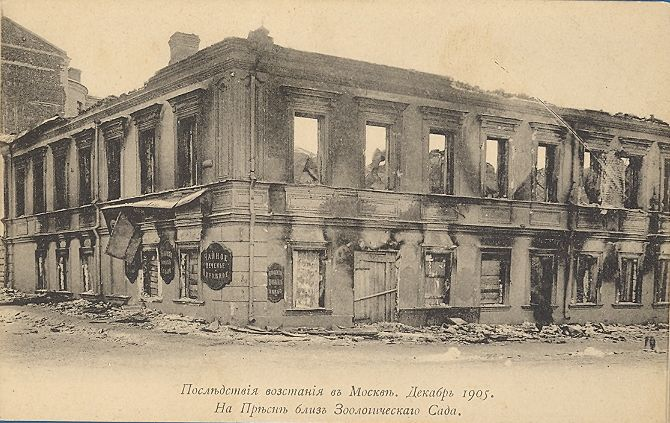
Conséquences des combats. Les décombres de la maison de Presnia dans le quartier du zoo. Carte postale.

Le soulèvement a fait de nombreuses victimes parmi la population pacifique de Moscou : on compte au moins 580 citoyens innocents, 14 concierges, et 36 policiers qui sont décédés ; de nombreux citadins ont également été blessés. Le fonctionnement normal de l'économie de la ville a été perturbé, l'approvisionnement en nourriture et en carburant a été rendu plus difficile, des dégâts considérables ont été causés aux immeubles publics ou privés, plusieurs dizaines d'immeubles d'habitation, industriels ou publics, ont été incendiés durant les combats, beaucoup de rues ont vu leur recouvrement en pavés arrachés pour construire des barricades, de même les poteaux d'éclairage et de lignes téléphoniques ont été renversés aux mêmes fins. Tout cela durant le dur hiver qu'à connu Moscou. Les départs à l'étranger ont augmenté : du 1er janvier au 12 juin 1906, presque autant de passeports ont été délivrés que pour toute l'année 1905.
Selon le rapport du gouverneur général de Moscou, F. Doubassov, qui a réprimé le soulèvement, les victimes décédées en décembre se chiffrent à :
soldats, cosaques et officiers - 15;
policiers - 23;
concierges et gardiens - 16.
Tués au combat dans la foule des rebelles :
hommes- 93;
femmes - 2.
Des civils ont été tués accidentellement et lors de bombardement dont on ne sait pas s'ils étaient parmi les rebelles ou non:
hommes - 223;
femmes - 48;
enfants:
garçons - 21;
filles - 6.
En tout: 54 fonctionnaires et assimilés ont été tués et 119 blessés. 393 particuliers sont morts et 691 ont été blessés

## Mémoire

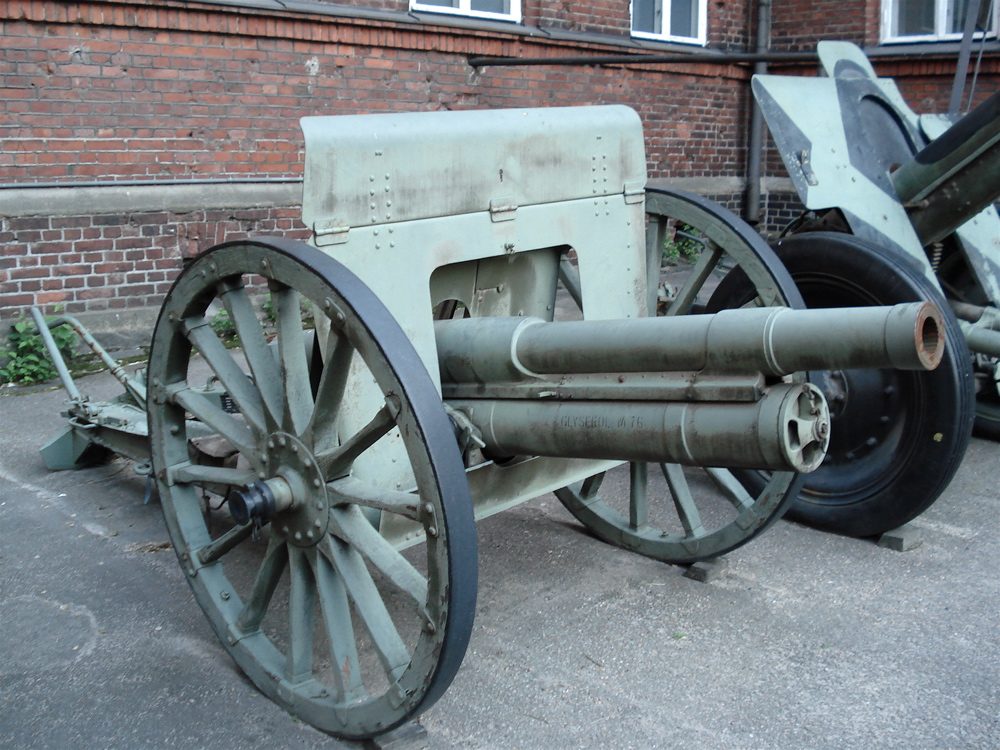
Type de canon 76 mm, probablement utilisé pour tirer sur l'école Filder (1902, musée d' Helsinki).

### Dans des mémoires ou dans la littérature historique
La plupart des mémoires écrits sur les évènements de cette époque l'ont été par des participants au soulèvement. Indépendamment de l'appartenance de leur auteur à un parti et des relations ultérieures qu'ils ont eu avec la Russie soviétique et l'URSS, tous ces mémoires se ressemblent en général par leur présentation de mythes antigouvernementaux qui ne sont pas étayés par des rapports officiels sur les mesures prises pendant le soulèvement. En particulier, ils contiennent de nombreuses affirmations concernant la réponse sévère du pouvoir aux tirs de l'artillerie et des mitraillettes des insurgés; concernant les tirs massifs à l'arme à feu du côté du pouvoir contre des gens non armés et pacifiques ; concernant l'utilisation d'armes blanches (sabre) contre les insurgés; concernant le traitement cruel infligé aux insurgés capturés ; affirmations qui ne se retrouvent pas dans les documents originaux officiels reprenant les ordres donnés par le pouvoir à ses troupes.
Souvenirs du social-révolutionnaire Zenzinov à propos de la prise de la maison Fidler par les troupes gouvernementales 

« À 9 heures du soir, la maison Fidler est encerclée par les troupes. Le vestibule est immédiatement occupé par la police et les gendarmes. L'accès à l'étage passe par un large escalier. Les insurgés sont positionnés aux quatre étages de la maison. Des bancs sont renversés et empilés les uns sur les autres, une barricade obstrue le bas de l'escalier. Un officier propose aux insurgés de se rendre. Un des chefs des insurgés, debout en haut de l'escalier demande à plusieurs reprises à ceux qui sont derrière lui s'ils désirent se rendre ou résister. Il reçoit à chaque fois une réponse unanime : «Nous nous battrons jusqu'à la dernière goutte de notre sang ! Plutôt mourir tous ensemble !» Les insurgés originaires du Caucase étaient particulièrement excités. L'officier propose que toutes les femmes s'en aillent. Deux infirmières auraient voulu partir, mais les insurgés les en dissuadent. «De toute façon vous serez tuées dans la rue ! » — «Vous devez partir», — dit un officier à deux jeunes étudiants. — «Non, nous sommes très bien ici», répondent ceux-ci en riant. — «Nous allons tous vous tuer, c'est mieux de partir», — plaisante l'officier. — «Oui mais nous sommes dans l'équipe sanitaire — qui va soigner les blessés ?» « Ce n'est rien, nous avons notre Croix-Rouge», — répond l'officier. Les policiers et les dragons rient. On entend une discussion téléphonique avec la section de l'okhrana. — «On discute avec ceux qui nous parlent, mais de toute façon on va les tailler en pièces». »

À 10 h 30, la police signale qu'elle a amené les armes et qu'elle les pointe sur la maison. Mais personne ne croit qu'elle commencera à tirer. Les insurgés pensent que se répétera la même chose que ce qui s'était passé à l'Aquarium et que finalement tout le monde sera libéré. — «Nous vous donnons un quart d'heure pour réfléchir, — dit l'officier. — Si vous ne vous rendez pas dans un quart d'heure exactement, nous commençons à tirer». — Les soldats et tous les policiers sont sortis dans la rue. En haut de l'escalier quelques bancs ont encore été empilés. Tout le monde est à son poste. En bas avec des mausers et des fusils, en haut avec des brownings et des révolvers. Les services d'infirmerie sont montés au troisième étage.
Tout était silencieux, tout le monde était excité, mais se taisait. Dix minutes passent. Par trois fois le clairon retentit et une salve de coups de canons à blanc retentit. Au troisième étage c'est un terrible tohu-bohu. Deux infirmières tombent en syncope, d'autres se sentent mal et on leur lance de l'eau pour les faire reprendre leurs esprits. Bientôt tout le monde est de nouveau sur pied. Les insurgés sont calmes. Moins d'une minute plus tard une fenêtre du troisième s'éclaire dans un fracas terrible traversée par un obus. Elle est brisée avec grand fracas. Tous tentent de se cacher pour se protéger des obus, ils se jettent par terre, se glissent sous les bancs et rampent dans le couloir. Beaucoup font le signe de la croix. Les insurgés commencent à tirer au hasard. Du troisième étage ils jettent cinq bombes dont trois seulement explosent.
Un insurgé est tué par l'officier qui avait négocié et plaisanté avec les étudiants. Trois autres sont blessés. Après une septième salve les canons se taisent. Un soldat avec un drapeau blanc apparaît avec une nouvelle proposition de se rendre. Le chef des insurgés demandent de nouveau à ses hommes qui veut se rendre. Ils répondent au parlementaire qu'ils refusent de se rendre.
Pendant 15 minutes de répit, Ivan Fidler marchant dans l'escalier supplie les insurgés : — «Pour l'amour de Dieu, ne tirez pas ! Rendez-vous !» — Les insurgés répondent : — «Ivan Ivanovitch, ne nous dérangez pas — partez ou nous vous tirons dessus». — Fidler sort et demande aux troupes de ne pas tirer. Un policier s'approche de lui et lui dit — «Je devrais avoir un petit renseignement de ta part» — et il lui tire une balle dans la jambe. Fidler tombe, on l'emmène (il restera boiteux toute sa vie, ce dont se souviennent bien les Parisiens qui l'ont connu immigré à Paris, où il mourut).
Les canons et les mitraillettes se remettent à tirer. Des éclats d'obus s'écrasent sur les murs des chambres. C'est l'enfer. Jusqu'à une heure du matin les bombardements se poursuivent.
Finalement, voyant l'inutilité de la lutte (... des révolvers contre des canons !), les réfugiés envoient deux hommes prévenir les troupes qu'ils se rendent. Quand les deux hommes arrivent dans la rue avec leur drapeau blanc, les tirs cessent. Ils retournent dans l'immeuble et rapportent que le commandant donne sa parole d'honneur que la troupe ne tirerait plus, et que tous ceux qui se rendent seront envoyés à la prison de transit de la Boutyrka. Au moment de la reddition il restait 130-140 personnes dans l'immeuble. Une trentaine de personnes, des travailleurs du chemin de fer et un soldat, qui étaient au nombre des insurgés réussissent à s'enfuir en sautant au-dessus d'une clôture. Un premier grand groupe de 80-100 personnes sort en premier lieu. Ceux qui restent encore se hâtent de briser leurs armes pour ne pas qu'elles passent à l'ennemi en les tapant sur la rampe de l'escalier. La police trouvera encore 13 bombes, 18 fusils et 15 brownings.
Une partie de ceux qui se sont rendus ont été tués par des dragons. L'ordre en a été donné par Sokolovski et auraient été tous exécutés si l'officier Rakhmaninov n'était pas intervenu. Toutefois beaucoup d'insurgés de l'immeuble Fidler ont été blessés et une vingtaine d'entre eux ont été tués. Certains, en petit nombre ont réussi à s'enfuir. Par la suite 99 personnes ont été jugées, mais la plupart d'entre elles ont été acquittées (fin de citation).
En ce qui concerne la littérature historique, l'histoire du soulèvement a été largement développée en URSS, mais pour des raisons politiques évidentes, les sources soviétiques sur cette question ne peuvent être considérées comme totalement neutres.

## Philatélie
Les évènements de Presne durant la révolte de Moscou de 1905 ont fait l'objet d'éditions de timbres commémoratifs durant la période soviétique en URSS :

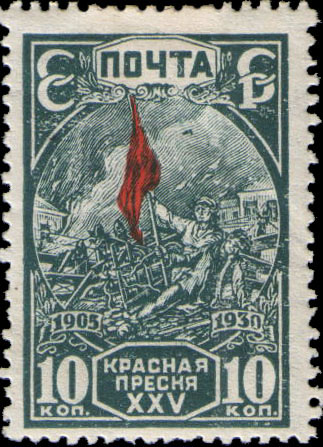
Timbre poste soviétique, 1930.
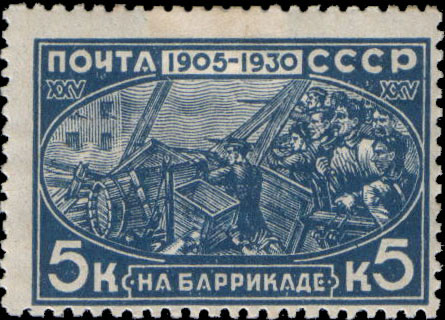
Timbre poste soviétique, 1930.